# Eva Friedmann
Eva Margareta Friedmann, född 19 april 1944 i Nyköping, är en svensk före detta idrottsutövare.
Friedmann tävlade i spjutkastning, handboll och bangolf på klubb- och landslagsnivå samt i bowling, bordtennis, fotboll och bandy på klubbnivå. Hon spelade åtta landskamper i handboll 1962-73  och har i bangolf tagit bland annat ett guld i 5-manna-Dam-SM 1961 samt två silver och ett brons i EM-sammanhang. Hennes klubb var IFK Nyköping i handboll och friidrott, men IFK Norrköping i friidrott 1961-63 och i bangolf Nyköpings MGK.